# Neocryptopteryx orientalis
Neocryptopteryx orientalis là một loài tò vò trong họ Ichneumonidae.